# Regulatory Information Services
Regulatory Information Services (RIS) sind Dienste zur Veröffentlichung meldepflichtiger, regulatorischer Nachrichten von börsenkotierten Unternehmen an der London Stock Exchange (LSE). Die Kotierungsregeln sind im Handbuch der britischen Finanzaufsichtsbehörde Financial Services Authority (FSA) definiert.
RIS-Anbieter, sogenannte Primary Information Provider bzw. Regulatory Information Services, werden anhand von Kriterien zugelassen, die von der FSA festgelegt werden. Neben der Zulassungskontrolle überwacht die FSA die Regulated Information Services.
Aktuell (2010) gibt es acht Primary Information Provider, die von der FSA zugelassen sind.
In den USA agieren Thomson Reuters, Business Wire, Marketwire und PR Newswire als Primary Information Provider, im  Vereinigten Königreich ist dies die zur London Stock Exchange gehörende RNS. Das Head Office von Cision befindet sich in Schweden, dasjenige der EQS Group (ehemals EquityStory) in Deutschland. Aus der Schweiz ist als einziges unabhängiges Unternehmen die Tensid AG Communication Services von der FSA als Primary Information Provider zugelassen.